# Мінору Ямасакі

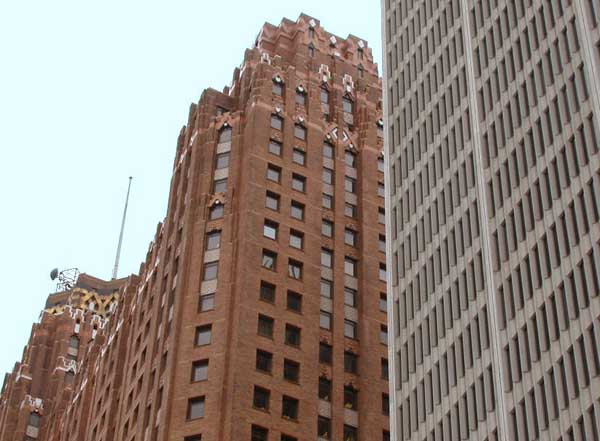
Роботи Мінору Ямасакі

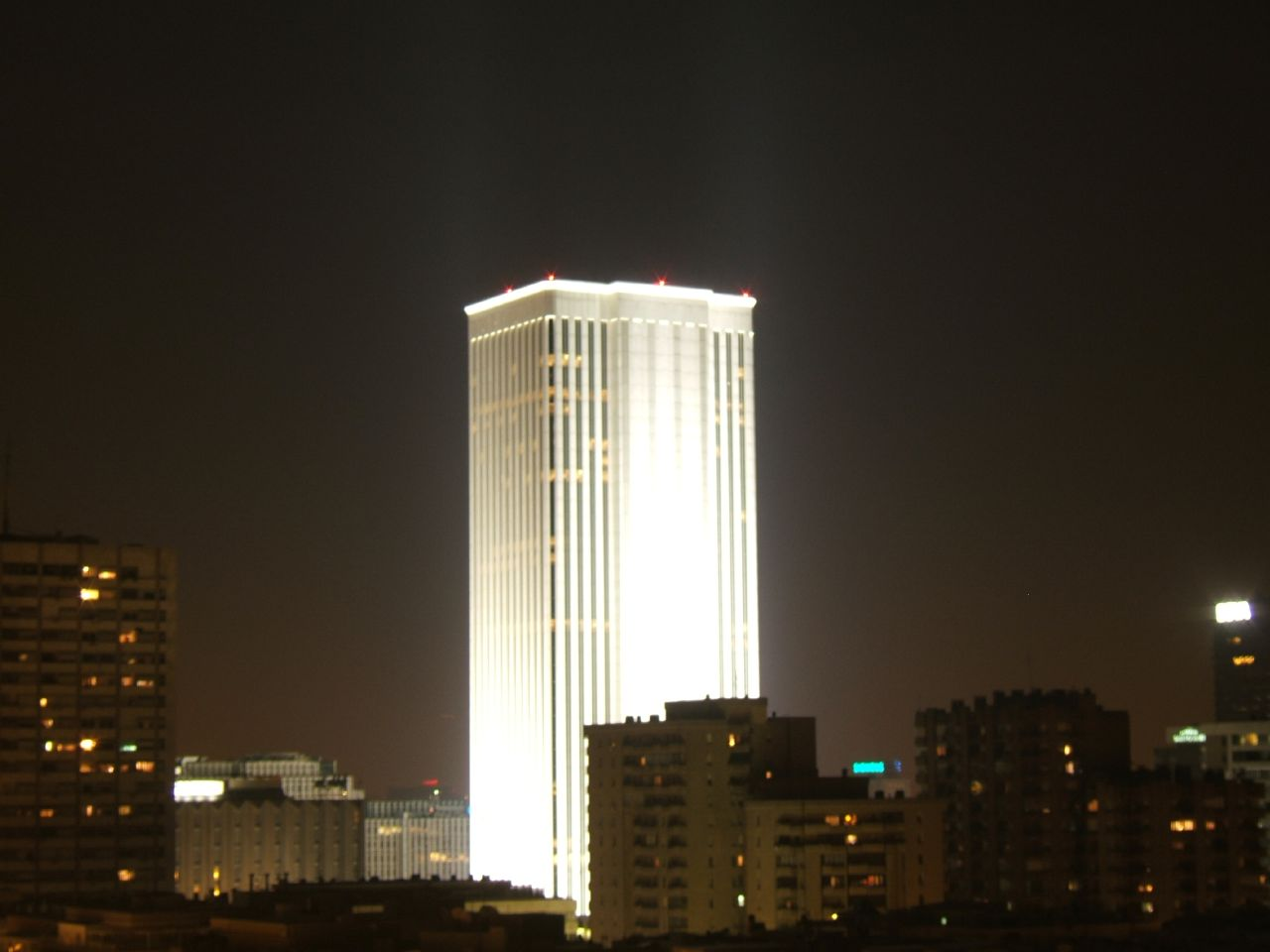
Роботи Мінору Ямасакі

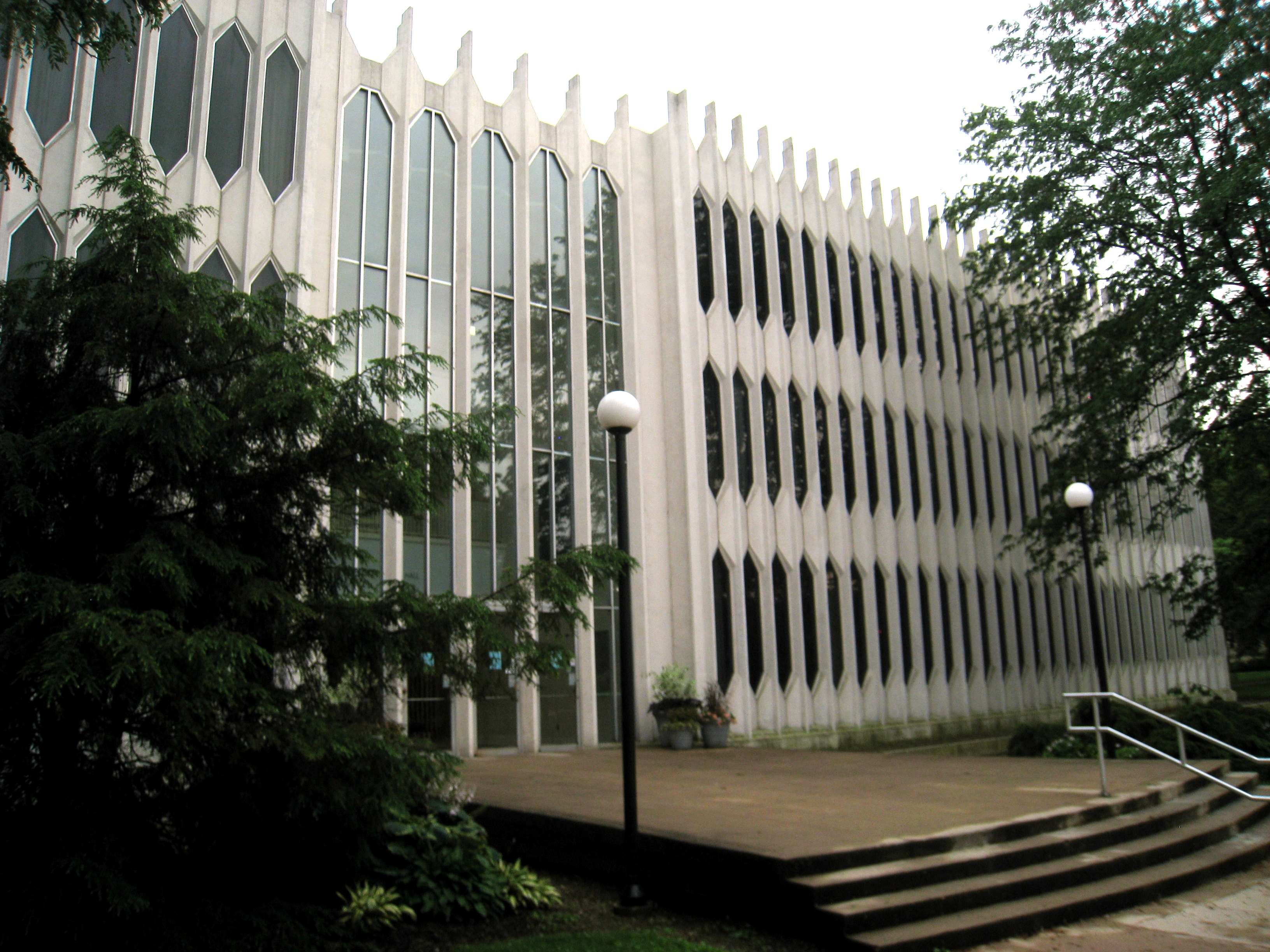
Роботи Мінору Ямасакі

Мінору Ямасакі (1 грудня 1912 — 7 лютого 1986) — американський архітектор, відомий завдяки проектуванню Всесвітнього торгового центру в Нью-Йорку та низки інших масштабних проектів. Ямасакі був одним з найвидатніших архітекторів 20 століття.

## Життєпис
Народився в Сіетлі, штат Вашингтон. Закінчив середню школу в Сіетлі та вступив до Вашингтонського університету на спеціальність архітектура у 1929. У 1934 отримав диплом бакалавра.
Після переїзду в Нью-Йорк в 1930 вступив до Нью-Йоркського університету для здобування ступеня магістра в галузі архітектури та влаштувався на роботу в архітектурну фірми Shreve, Lamb and Harmon, а також працював дизайнером Емпайр Стейт Білдінг.
У 1945 переїхав до Детройта. Фірма допомогла Ямасакі уникнути інтернування під час Другої світової війни, а сам архітектор прихистив своїх батьків у Нью-Йорку.
Покинув фірму в 1949 і почав працювати самостійно. Одним з перших проектів, які він спроектував, був Ruhl's Bakery за адресою 7-Майл-роуд і Моніка стріт у Детройті.
У 1964 отримав DFA від Bates College.

## Родина
Уперше одружився в 1941, проте через кілька років вони розлучилися. Після цього він одружувався ще двічі, але врешті-решт знову одружився зі своєю першою дружиною в 1969.

## Творчий стиль
У своїх творах Мінору вдало поєднував міжнародний стиль з елементами неокласики. За будівництво житлового будинку в Сент-Луїсі (1951) він був нагороджений премією Американського архітектурного інституту. Надалі у його творчості інтернаціональний стиль доповнюється зверненням до готичного, ісламського та японського зодчества та вражає масштабністю просторових структур.
Він результативно поєднував екзотичні елементи середньовічного японського мистецтва та площини бетону, скла та металу. Серед робіт архітектора варто відзначити найвидатніші: консульство США в Японії (Коба), аеропорт в Сент-Луїсі, штаб-квартиру фірми «Рейнолдз металз», аеропорти в Дахране та в Ер-Ріяді.
Апогеєм творчості Ямасакі стали хмарочоси — близнюки ВТЦ в Нью-Йорку. Вони стали найвищою будовою у світі. Проте вони були знищені в результаті теракту 11 вересня 2001.

## Нагороди
- Обраний співробітником від Американського інституту архітекторів в 1960.
- Здобув Першу премію від Американський інститут архітекторів.

## Галерея

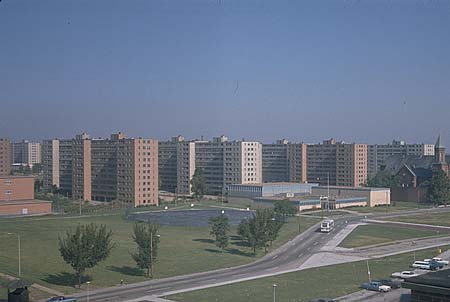
The former Pruitt–Igoe housing project, St. Louis 1954 (demolished 1972-1976)
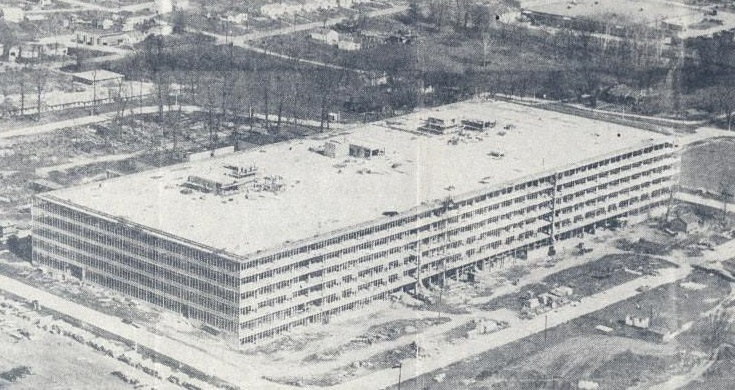
The Military Personnel Records Center in St. Louis (1955)
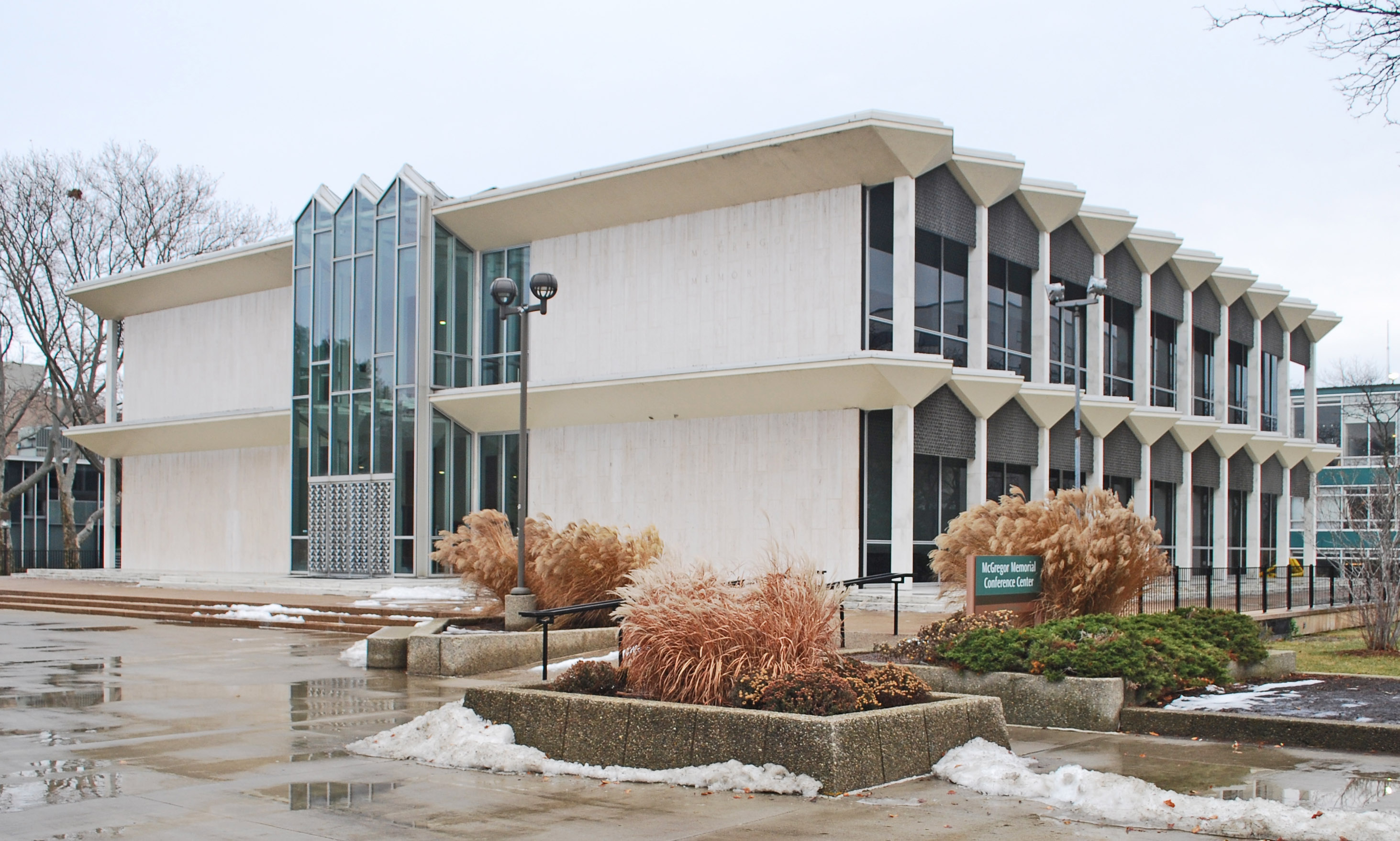
McGregor Memorial Conference Center at Wayne State University, Detroit 1958
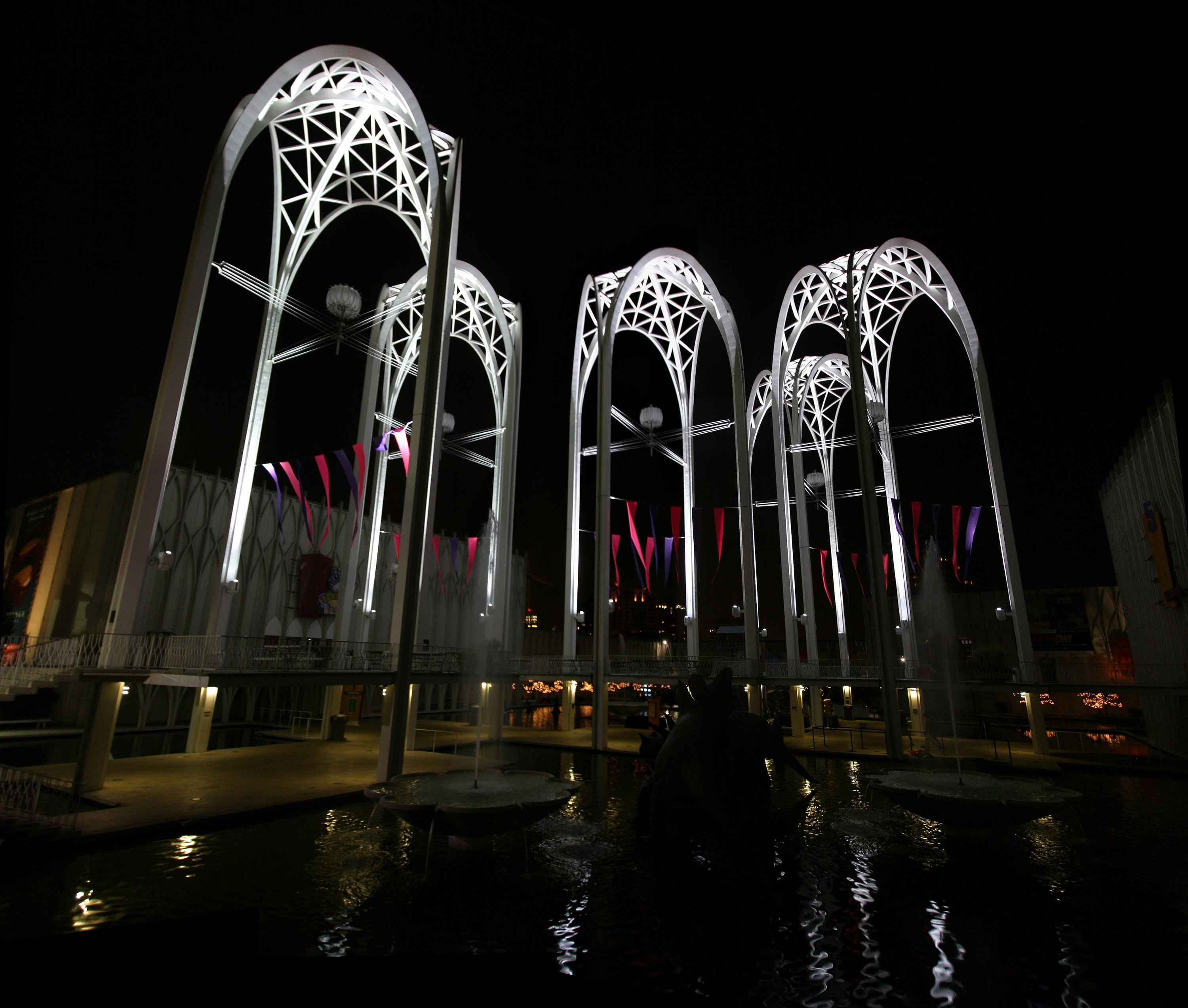
Pacific Science Center, Seattle 1962
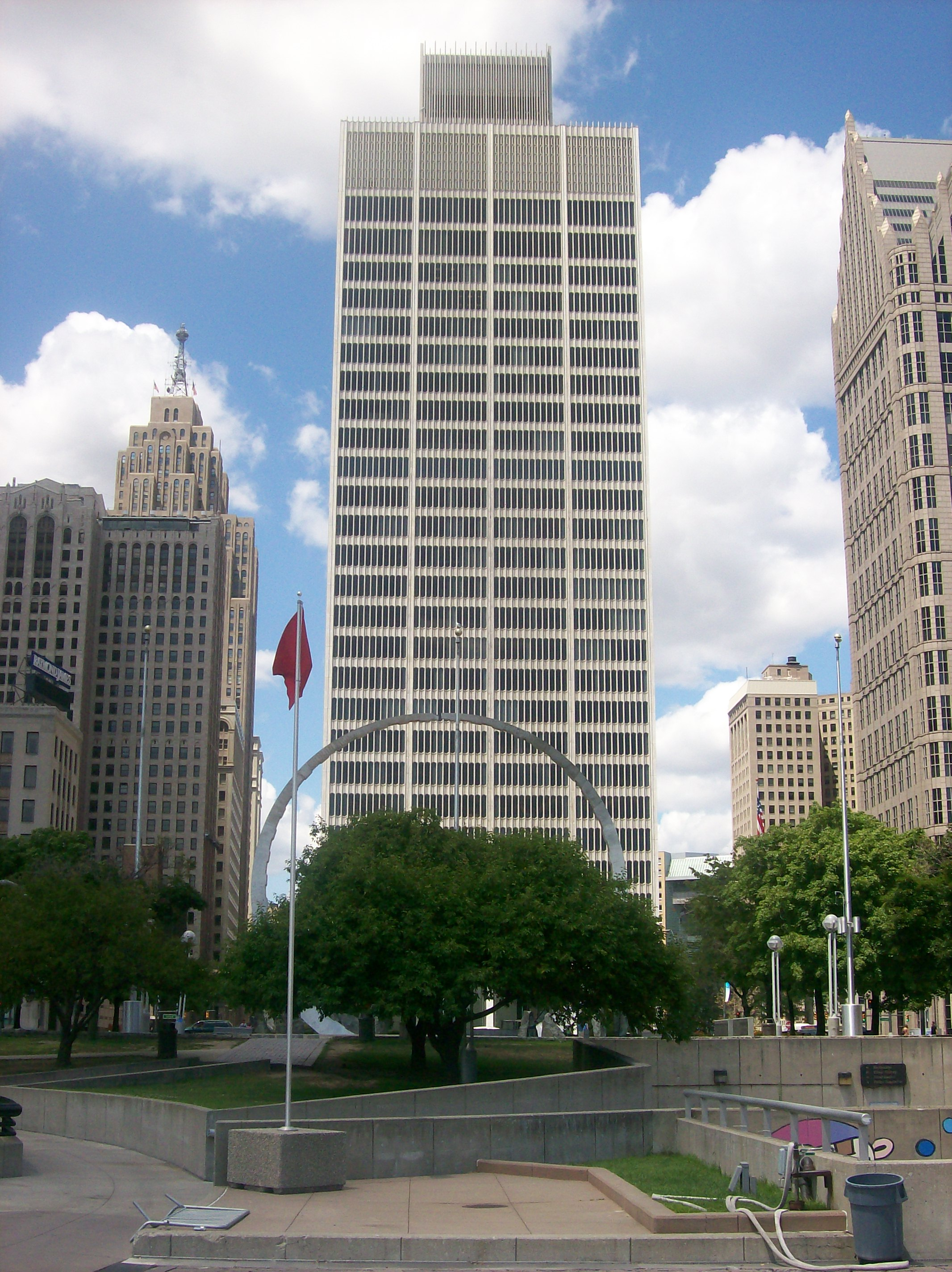
One Woodward Avenue, Detroit 1962
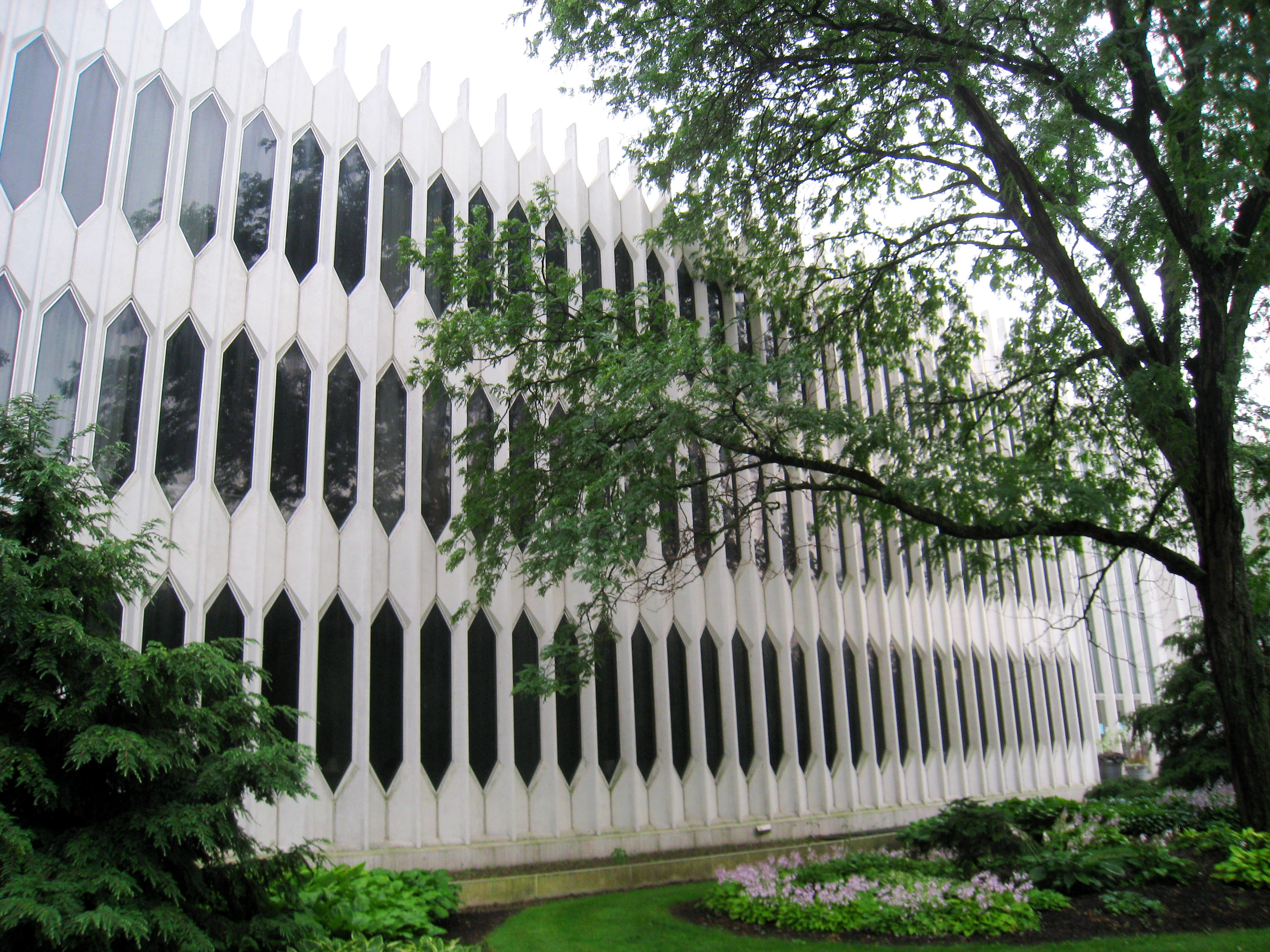
The Conservatory of Music at Oberlin College, Oberlin, Ohio 1963
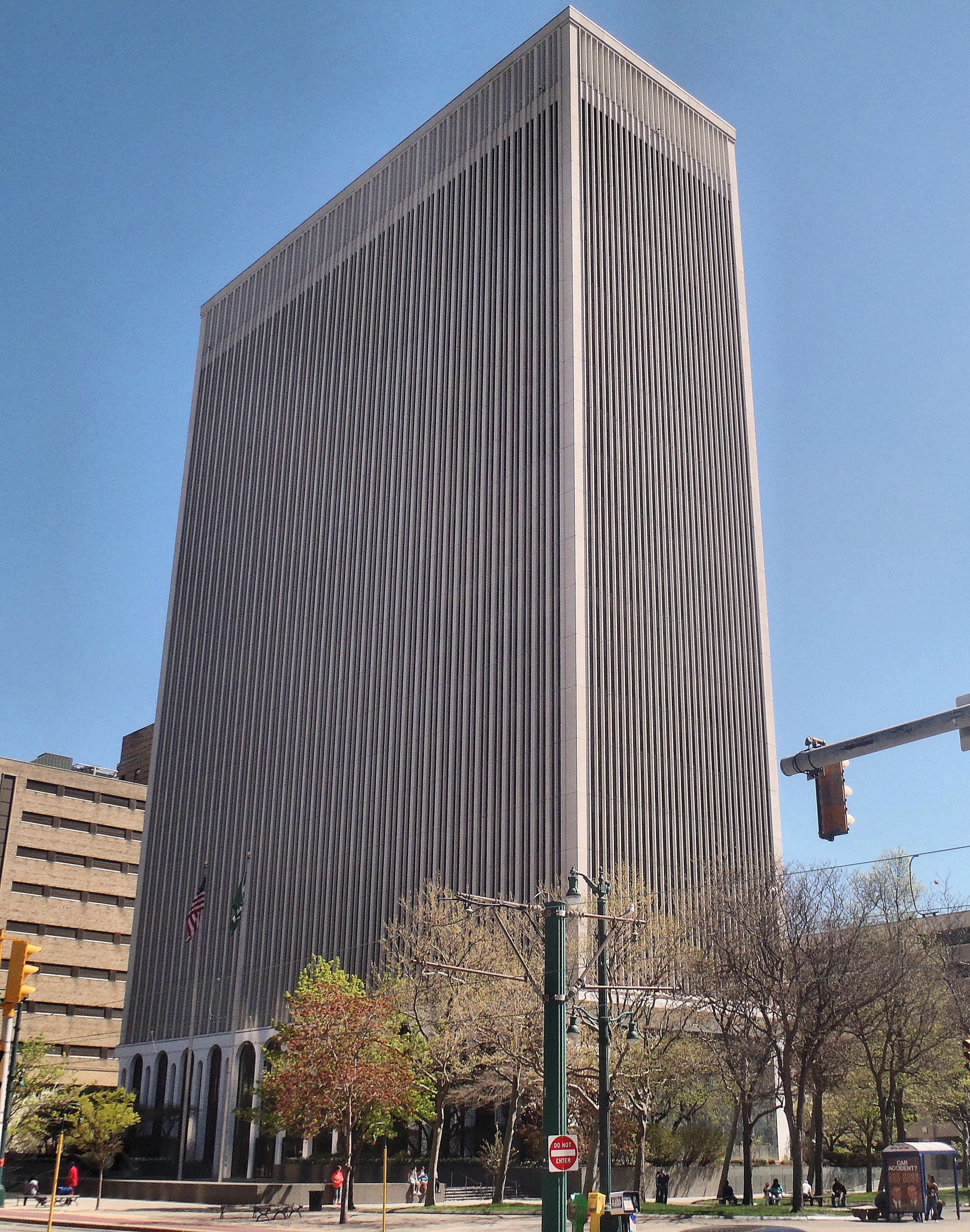
One M&T Plaza, Баффало 1966
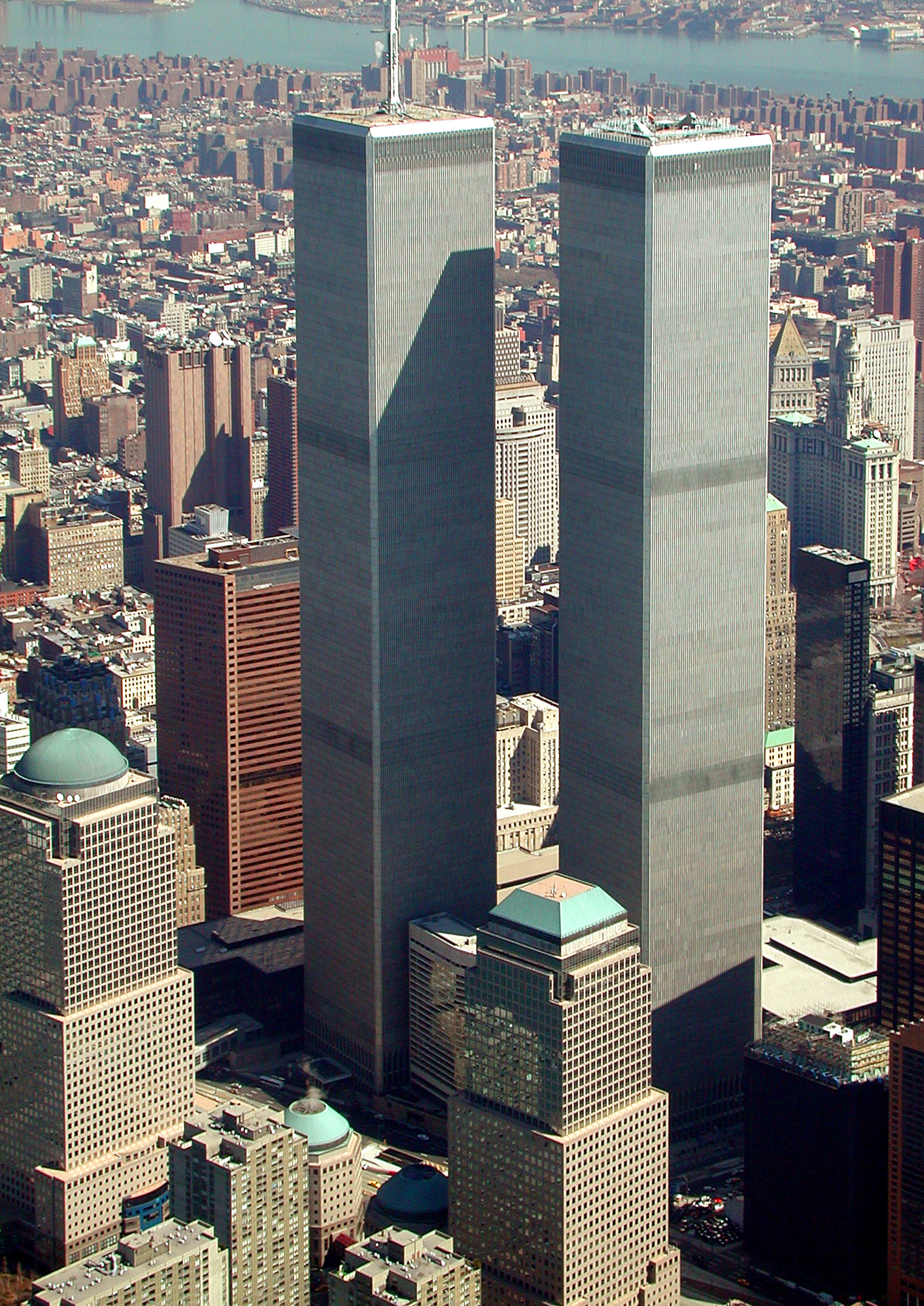
The former World Trade Center 1970-1971 (destroyed in 2001)
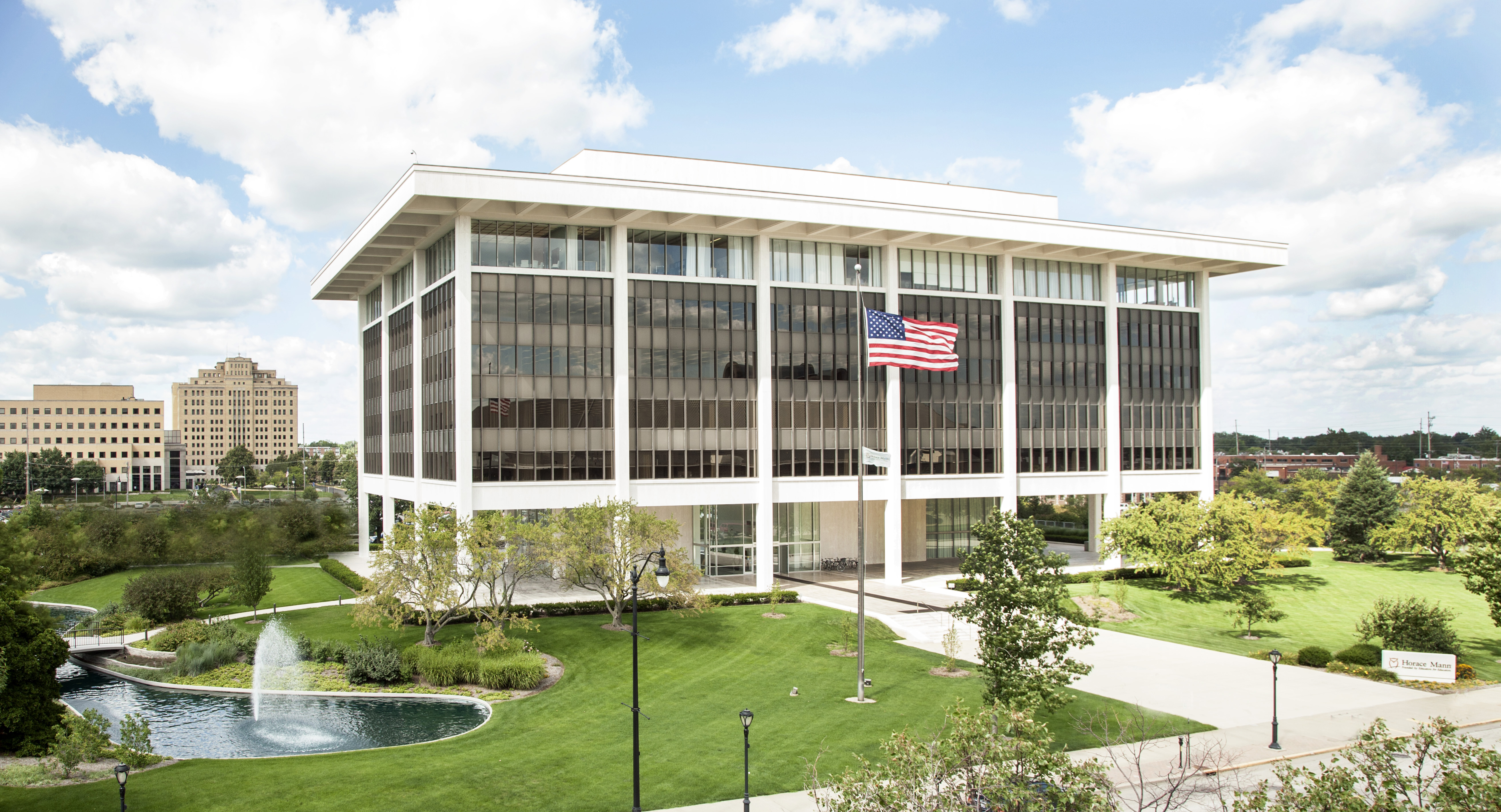
Horace Mann Educators Corporation, Springfield Illinois, 1972
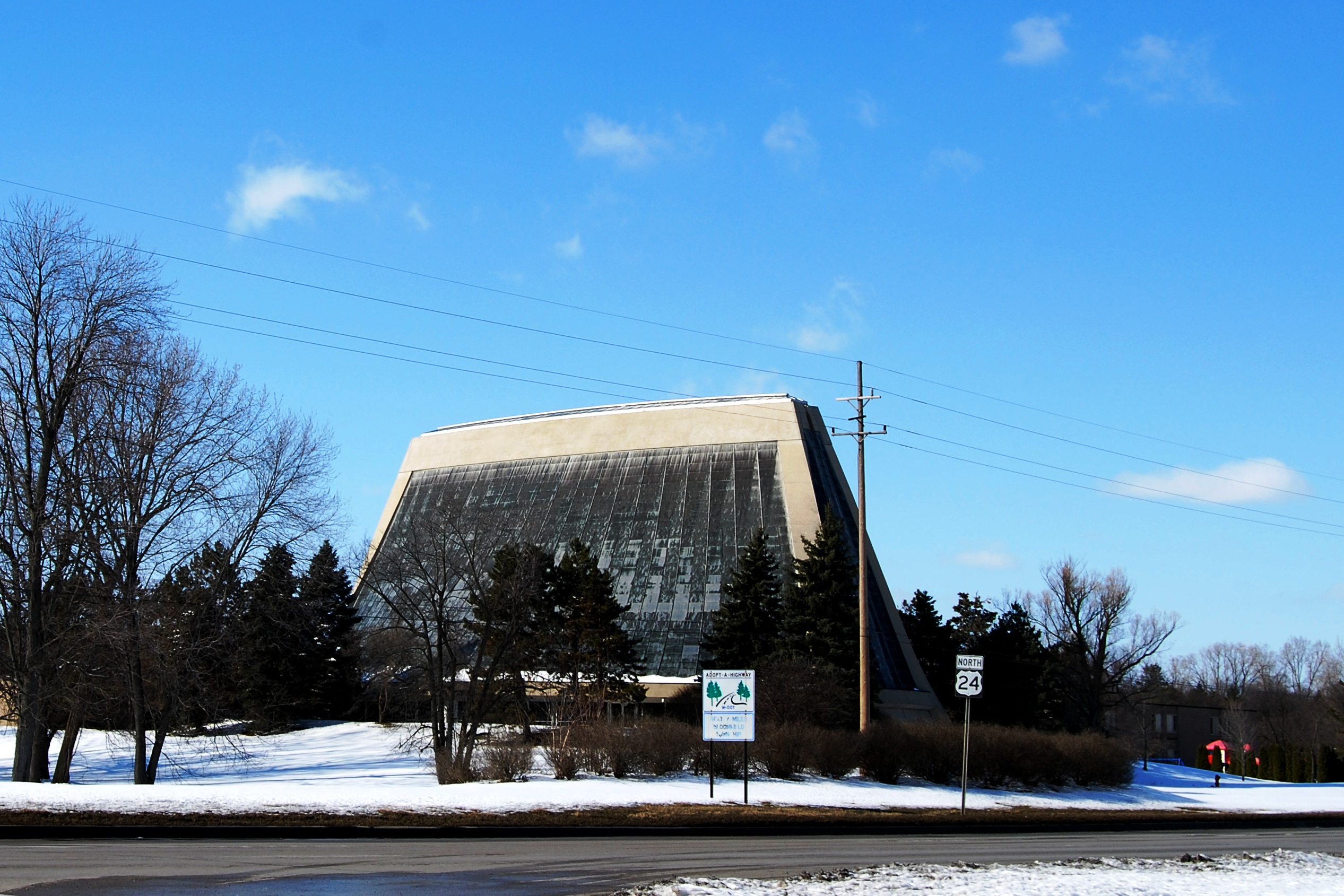
Temple Beth El, Bloomfield Township, Michigan 1973
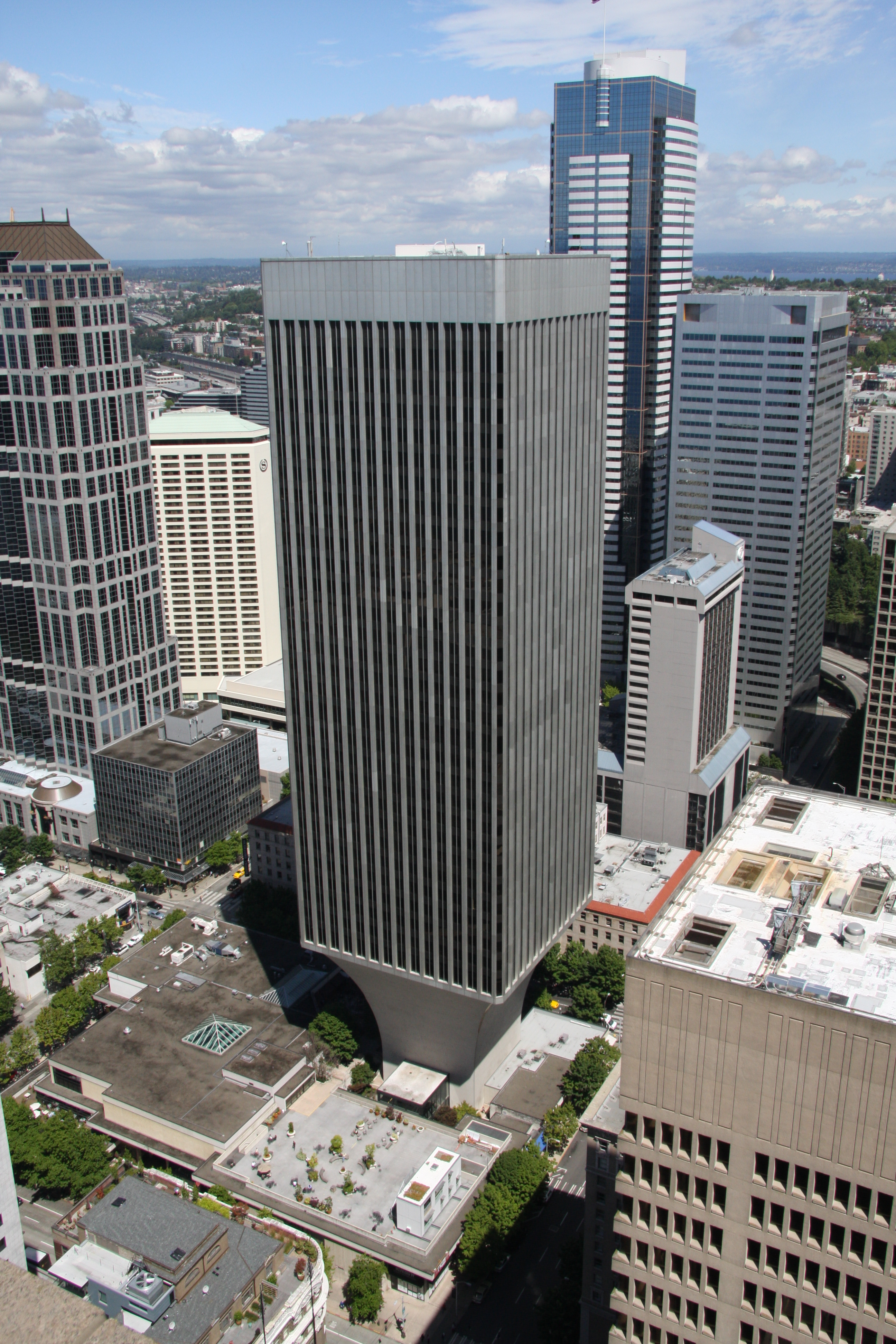
Rainier Tower, Seattle 1977
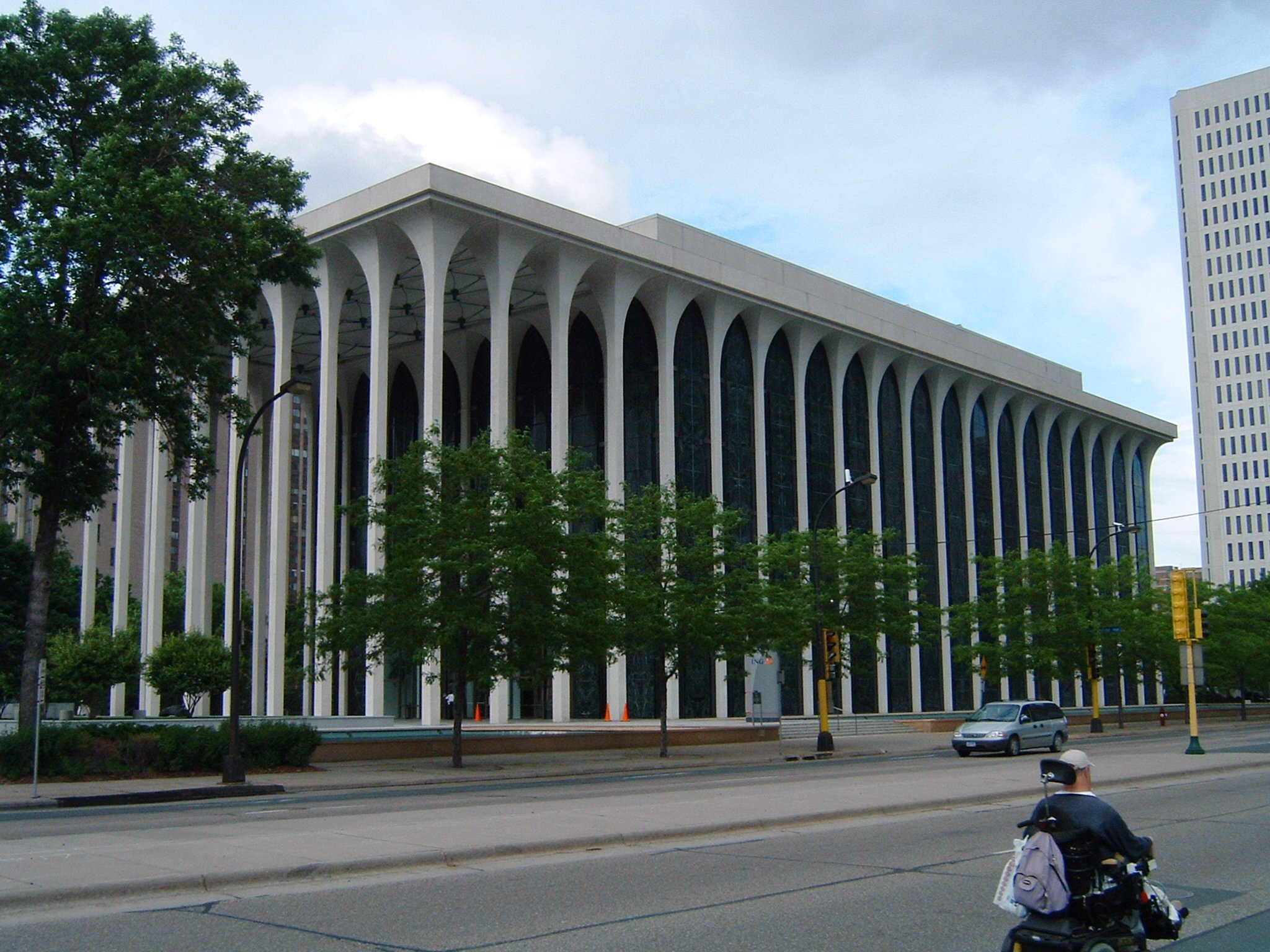
Northwestern National Life Building, Minneapolis 1965
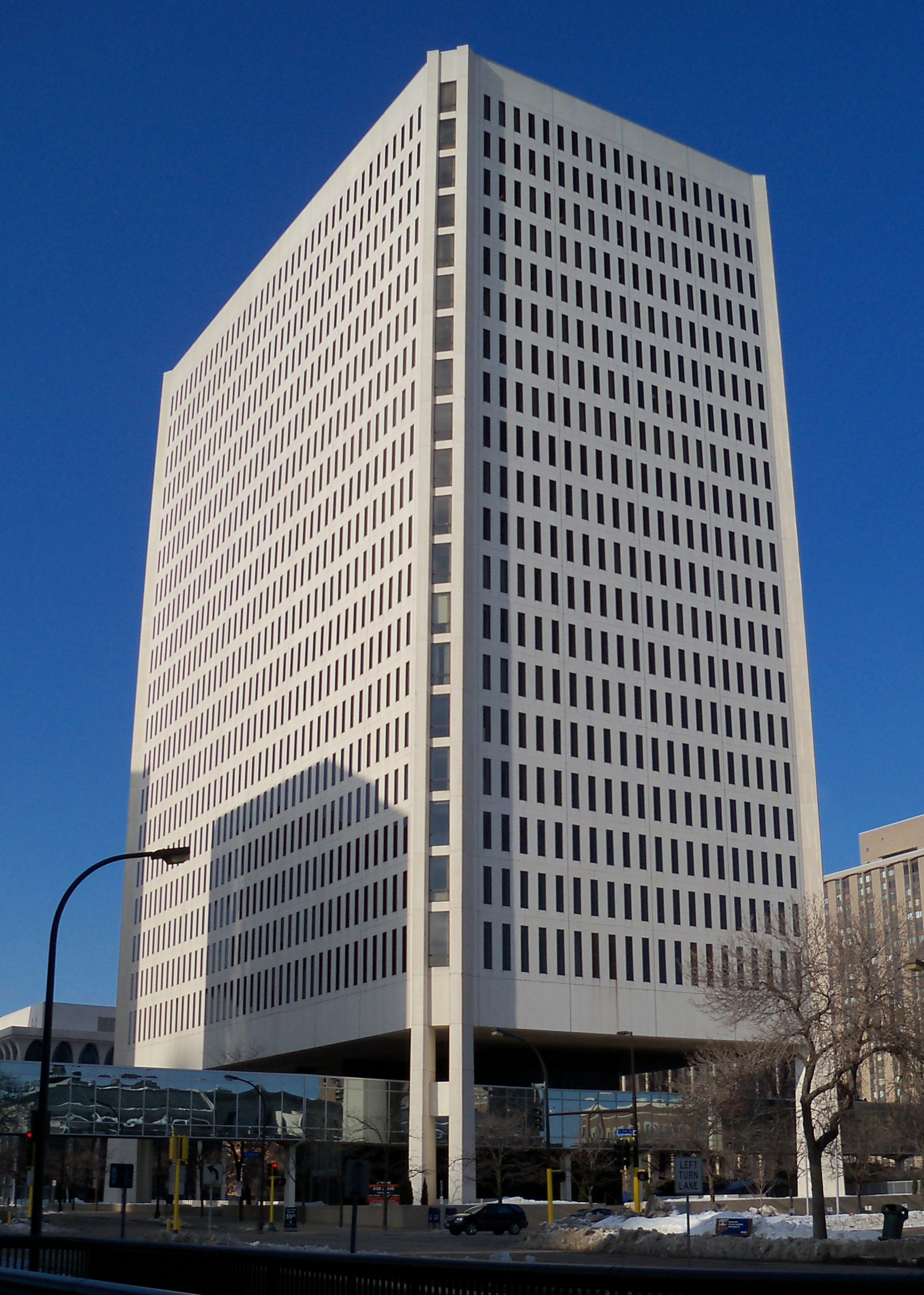
100 Washington Square, Minneapolis 1982
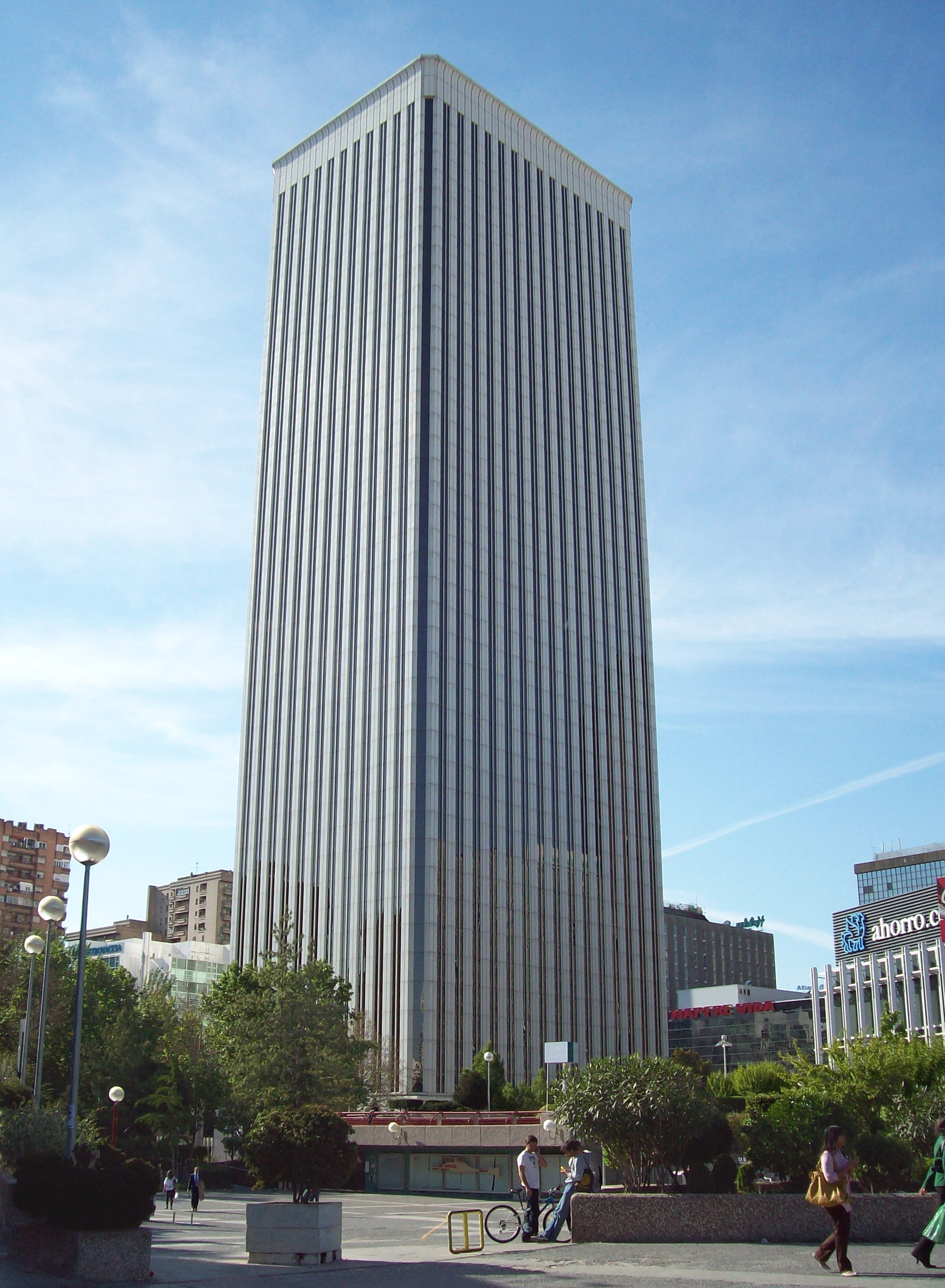
Torre Picasso, Madrid 1988
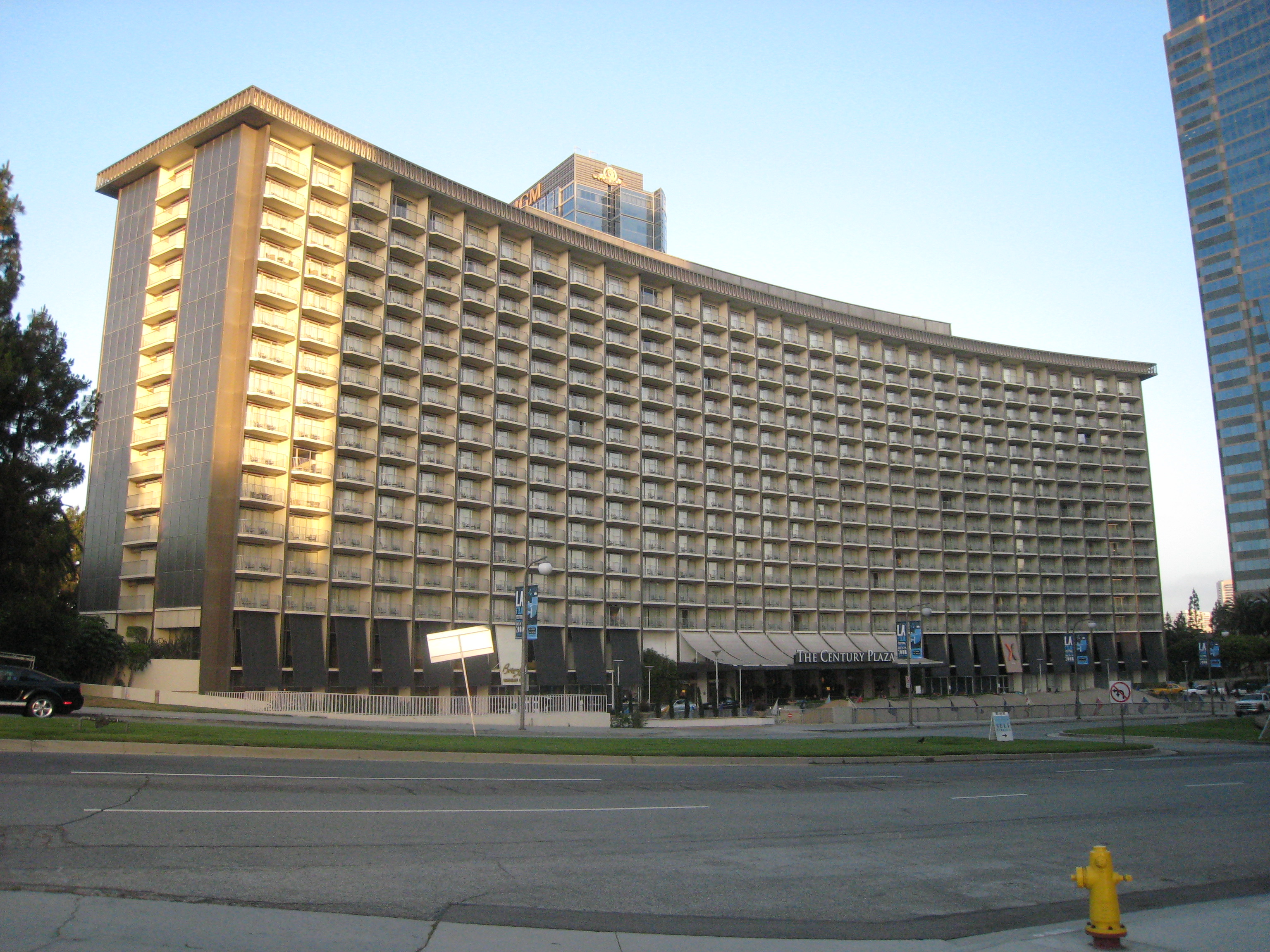
Century Plaza Hotel, Los Angeles, California, 1966
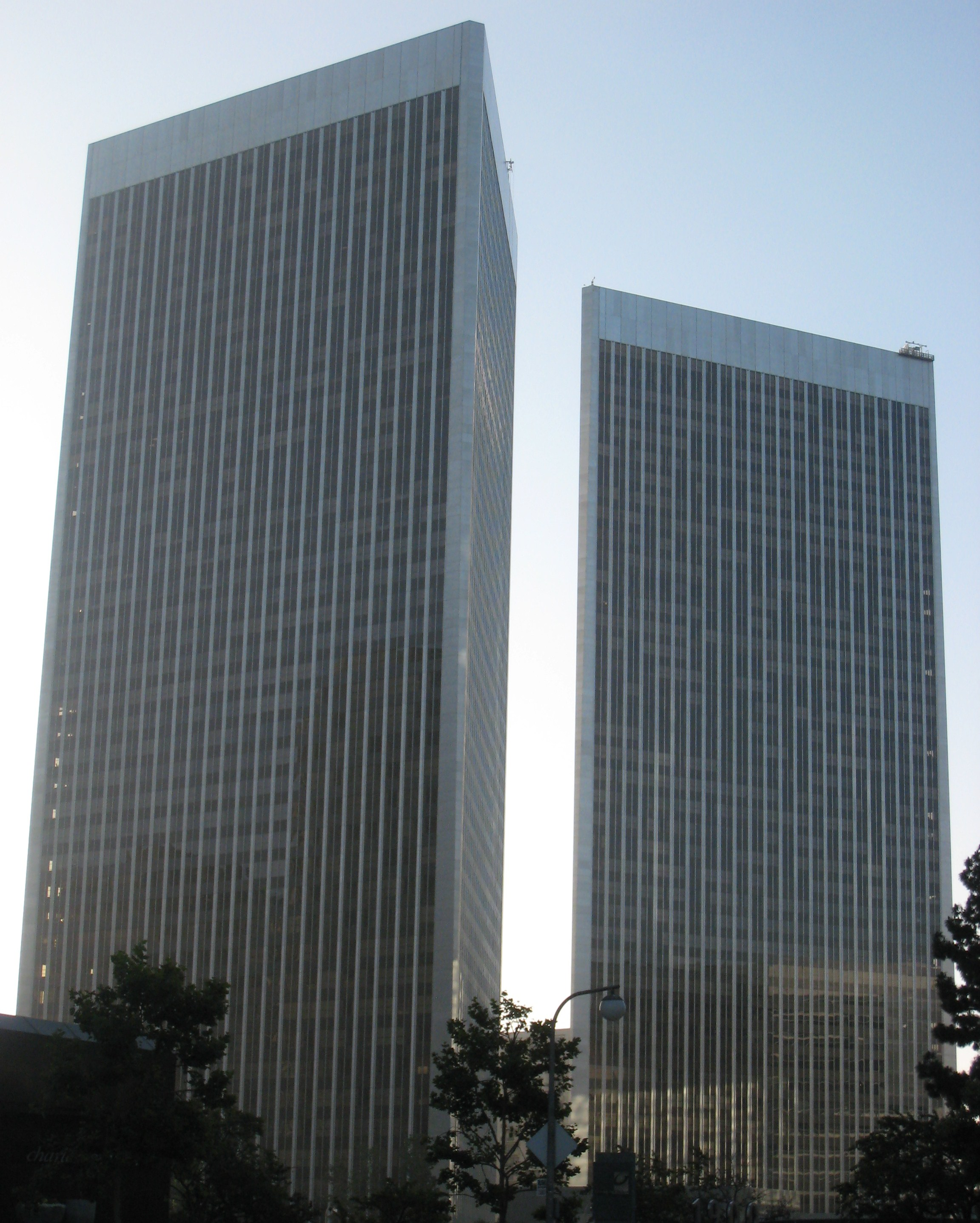
Century Plaza Towers, Los Angeles, 1975
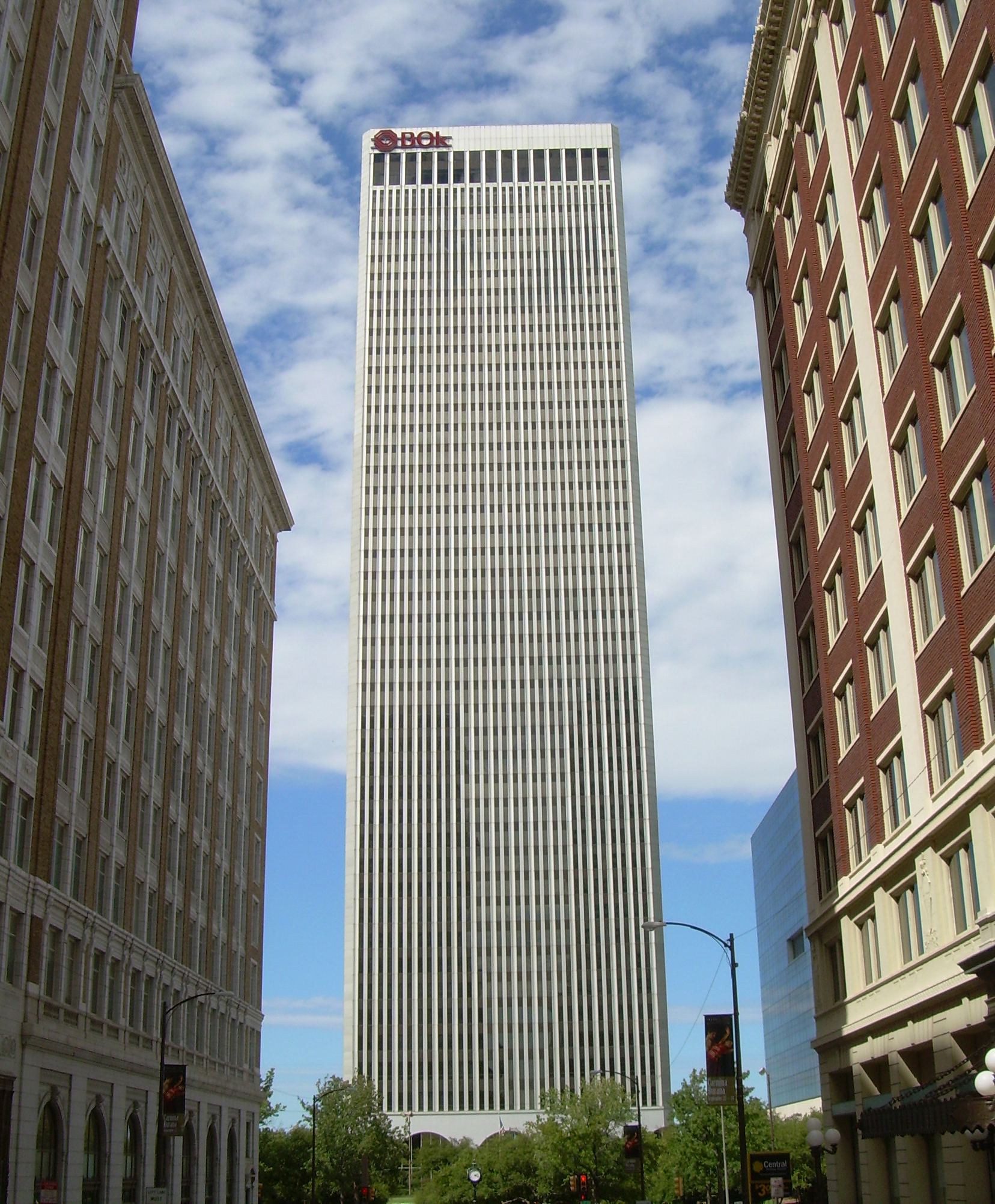
BOK Tower, Tulsa, 1975
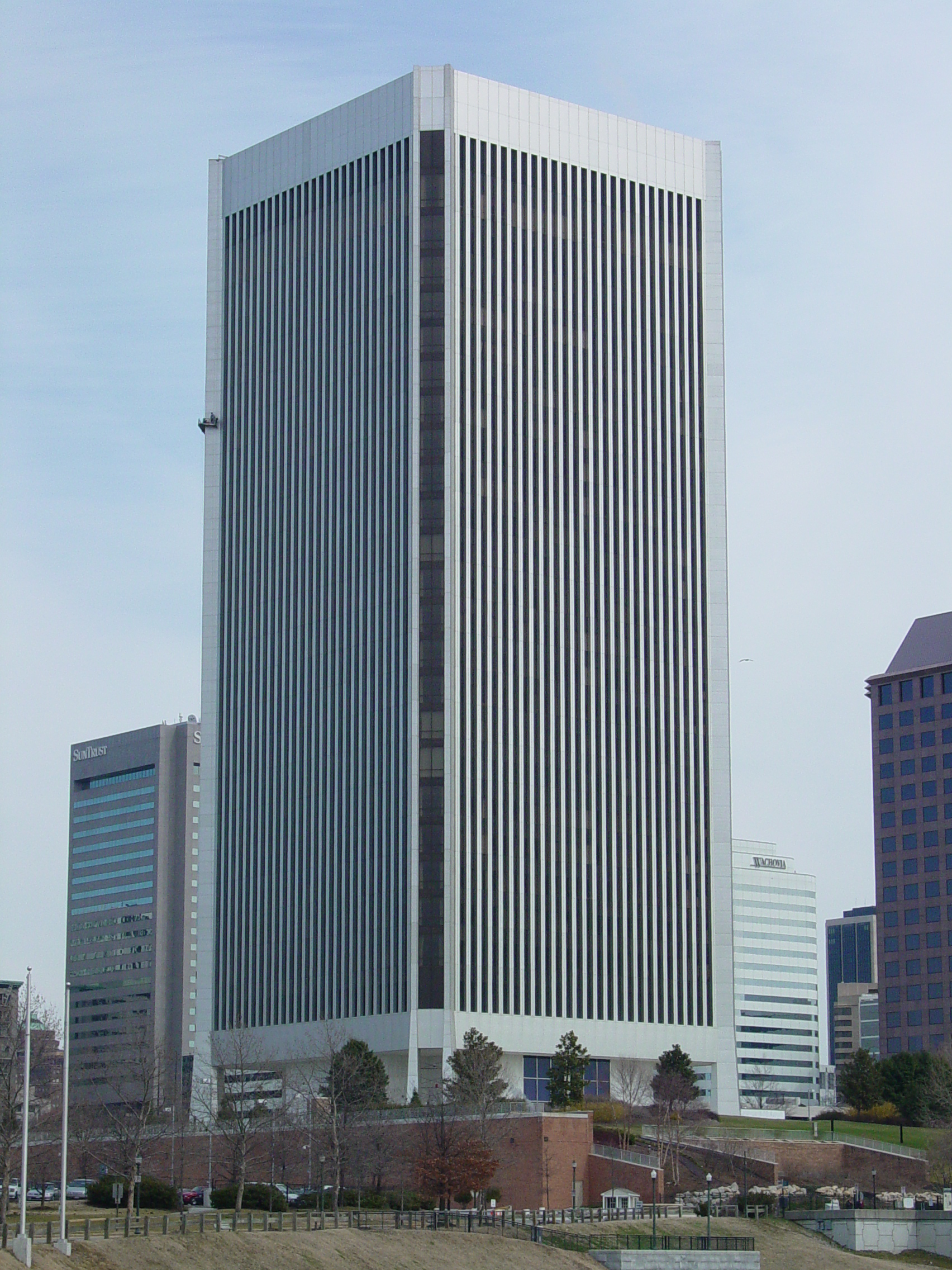
Federal Reserve Bank, Richmond, 1978